# 1964年東京オリンピックのボクシング競技

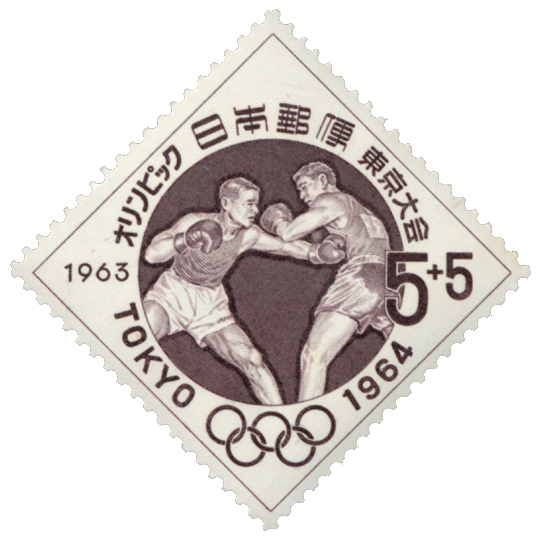
1963年の切手

1964年東京オリンピックのボクシング競技（1964ねんとうきょうオリンピックのボクシングきょうぎ）は、後楽園アイスパレスにて1964年10月11日から23日までの競技日程で実施された。種目は男子のみ10階級で行われた。

## 競技結果
| 階級                          | 金                                              | 銀                                        | 銅                                                |
| ----------------------------- | ----------------------------------------------- | ----------------------------------------- | ------------------------------------------------- |
| フライ級 （51kg）             | フェルナンド・アッツォーリ イタリア (ITA)       | アルトゥール・オレク ポーランド (POL)     | ロバート・カーモディ アメリカ合衆国 (USA)         |
| フライ級 （51kg）             | フェルナンド・アッツォーリ イタリア (ITA)       | アルトゥール・オレク ポーランド (POL)     | スタニスラフ・ソロキン ソビエト連邦 (URS)         |
| バンタム級 （54kg）           | 桜井孝雄 日本 (JPN)                             | 鄭申朝 韓国 (KOR)                         | ファン・ファビラ・メンドサ メキシコ (MEX)         |
| バンタム級 （54kg）           | 桜井孝雄 日本 (JPN)                             | 鄭申朝 韓国 (KOR)                         | ワシントン・ロドリゲス ウルグアイ (URU)           |
| フェザー級 （57kg）           | スタニスラフ・ステパシュキン ソビエト連邦 (URS) | アントニー・ビラヌエバ フィリピン (PHI)   | チャールズ・ブラウン アメリカ合衆国 (USA)         |
| フェザー級 （57kg）           | スタニスラフ・ステパシュキン ソビエト連邦 (URS) | アントニー・ビラヌエバ フィリピン (PHI)   | ハインツ・シュルツ 東西統一ドイツ (EUA)           |
| ライト級 （60kg）             | ジョゼフ・グリジエン ポーランド (POL)           | ベリクトン・バラニコフ ソビエト連邦 (URS) | ロナルド・アレン・ハリス アメリカ合衆国 (USA)     |
| ライト級 （60kg）             | ジョゼフ・グリジエン ポーランド (POL)           | ベリクトン・バラニコフ ソビエト連邦 (URS) | ジェームス・マッカート アイルランド (IRL)         |
| ライトウェルター級 （63.5kg） | イェジー・クレイ ポーランド (POL)               | エフゲニー・フロロフ ソビエト連邦 (URS)   | エディ・ブレイ ガーナ (GHA)                       |
| ライトウェルター級 （63.5kg） | イェジー・クレイ ポーランド (POL)               | エフゲニー・フロロフ ソビエト連邦 (URS)   | ハビフ・ガリア チュニジア (TUN)                   |
| ウェルター級 （67kg）         | マリアン・カスプルシク ポーランド (POL)         | リカルダス・タムリス ソビエト連邦 (URS)   | シルバノ・ベルティーニ イタリア (ITA)             |
| ウェルター級 （67kg）         | マリアン・カスプルシク ポーランド (POL)         | リカルダス・タムリス ソビエト連邦 (URS)   | ペルッティ・プルホネン フィンランド (FIN)         |
| ライトミドル級 （71kg）       | ボリス・ラグティン ソビエト連邦 (URS)           | ジョゼフ・ゴンザレス フランス (FRA)       | ヨーゼフ・クルジェシアク ポーランド (POL)         |
| ライトミドル級 （71kg）       | ボリス・ラグティン ソビエト連邦 (URS)           | ジョゼフ・ゴンザレス フランス (FRA)       | ノイム・マイイェガン ナイジェリア (NGR)           |
| ミドル級 （75kg）             | ワレリー・ポペンチェンコ ソビエト連邦 (URS)     | エミル・シュルツ 東西統一ドイツ (EUA)     | フランコ・ヴァレ イタリア (ITA)                   |
| ミドル級 （75kg）             | ワレリー・ポペンチェンコ ソビエト連邦 (URS)     | エミル・シュルツ 東西統一ドイツ (EUA)     | タデウシュ・バラセク ポーランド (POL)             |
| ライトヘビー級 （81kg）       | コジモ・ピント イタリア (ITA)                   | アレクセイ・キセリョフ ソビエト連邦 (URS) | アレクサンダー・ニコロフ ブルガリア (BUL)         |
| ライトヘビー級 （81kg）       | コジモ・ピント イタリア (ITA)                   | アレクセイ・キセリョフ ソビエト連邦 (URS) | ズビグニェフ・ピエトルシコウスキ ポーランド (POL) |
| ヘビー級 （81kg超）           | ジョー・フレージャー アメリカ合衆国 (USA)       | ハンス・フーベル 東西統一ドイツ (EUA)     | ジュゼッペ・ロス イタリア (ITA)                   |
| ヘビー級 （81kg超）           | ジョー・フレージャー アメリカ合衆国 (USA)       | ハンス・フーベル 東西統一ドイツ (EUA)     | ワディム・イェメリアノフ ソビエト連邦 (URS)       |

## 各国メダル数
| 順 | 国・地域       | 金 | 銀 | 銅 | 計 |
| -- | -------------- | -- | -- | -- | -- |
| 1  | ソビエト連邦   | 3  | 4  | 2  | 9  |
| 2  | ポーランド     | 3  | 1  | 3  | 7  |
| 3  | イタリア       | 2  | 0  | 3  | 5  |
| 4  | アメリカ合衆国 | 1  | 0  | 3  | 4  |
| 5  | 日本           | 1  | 0  | 0  | 1  |
| 6  | 東西統一ドイツ | 0  | 2  | 1  | 3  |
| 7  | フランス       | 0  | 1  | 0  | 1  |
| 7  | 韓国           | 0  | 1  | 0  | 1  |
| 7  | フィリピン     | 0  | 1  | 0  | 1  |
| 10 | ブルガリア     | 0  | 0  | 1  | 1  |
| 10 | フィンランド   | 0  | 0  | 1  | 1  |
| 10 | ガーナ         | 0  | 0  | 1  | 1  |
| 10 | アイルランド   | 0  | 0  | 1  | 1  |
| 10 | メキシコ       | 0  | 0  | 1  | 1  |
| 10 | ナイジェリア   | 0  | 0  | 1  | 1  |
| 10 | チュニジア     | 0  | 0  | 1  | 1  |
| 10 | ウルグアイ     | 0  | 0  | 1  | 1  |